# زمو-کوشکا
زمو-کوشکا (به لاتین: Zemo-Koshka) یک منطقهٔ مسکونی در گرجستان است.